# Termistor

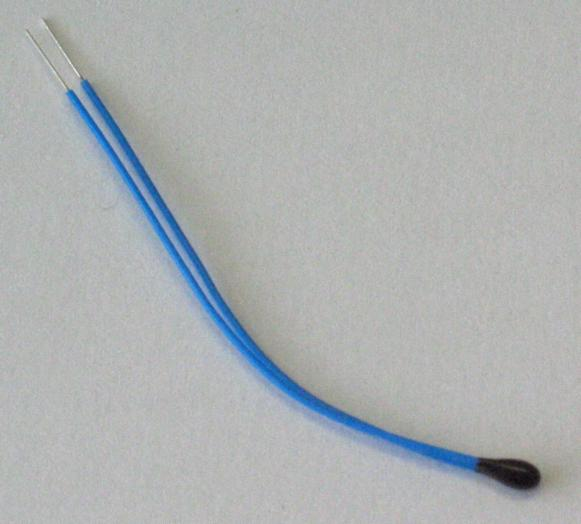
NTC termistor, včetně přívodů

Elektrotechnická značka termistoru.

Termistor je v elektrotechnice typ součástky, jejíž elektrický odpor je závislý na teplotě. Termistor se používá například pro měření teploty. Pro převod změny odporu na teplotu musíme znát VA charakteristiku termistoru, která však není lineární a nelze tedy použít prostou trojčlenku.

## Typy termistorů
Rozlišujeme dva druhy termistorů – PTC a NTC termistor.

### Pozistor
Pozistor je dvoupólová elektrická součástka. Jedná se o typ termistoru s pozitivní teplotní závislostí (tzn. s rostoucí teplotou roste odpor), proto se používá i označení PTC termistor (positive temperature coefficient). Vyrábějí se z polykrystalické feroelektrické keramiky (titaničitan barnatý BaTiO3). Odpor pozistoru s růstem teploty nejprve mírně klesá, nad Curieovou teplotu poté prudce vzrůstá asi o 3 řády a pak opět mírně klesá. Oblast nárůstu je možné chemickým složením ovlivňovat a tak vytvořit např. sadu teploměrů s odstupňovaným teplotním rozsahem (nejčastěji po 10 °C).
Kvůli své strmosti teplotní závislosti se pozistory používají i jako vratné tepelné pojistky. Další využití mají v odmagnetovacím obvodu barevných obrazovek, ve spínacích obvodech s polovodičovými prvky, čidlech teploty nebo ve dvoustavových snímačích v řídících systémech (vinutí elektrických motorů, transformátorů, ohřev výkonových součástek apod.).
Závislost odporu na teplotě popisuje vzorec:
{\displaystyle R=R_{0}\cdot e^{-B({\frac {1}{T_{0}}}-{\frac {1}{T}})}}, kde
- T – teplota na konci měření
- T0 – teplota na počátku měření
- R – odpor při teplotě T
- R0 – odpor při teplotě T0
- B – teplotní konstanta termistoru

### Negistor
NTC (negistor) je termistor s negativním teplotním koeficientem, což znamená, že se zahřátím součástky odpor klesá. Měření se realizuje tzv. můstkovou výchylkovou metodou (lze měřit až s přesností 10−5 K). 
Speciální NTC termistory byly součástí žhavicích obvodů elektronkových zařízení. Sloužily jako ochrana proti přepálení vláken elektronek, zapojených v sérii. NTC termistor má opačnou teplotní charakteristiku než vlákna (jeho odpor s teplotou klesá), a tak zpočátku tlumil protékající proud. Tím umožnil postupné prohřátí všech vláken. Pokud by nebyl zařazen, hrozilo, že jedno z vláken se zahřeje dříve, vzroste tím proti ostatním vláknům jeho odpor a takto vzniklý velký úbytek napětí způsobí přepálení vlákna.

## Výroba a použití
Termistory se vyrábějí z oxidu různých kovů (Mn, Co, Ni, Cu, Ti, U, aj.), jenž se rozemele na prášek (vyrábí se tzv. práškovou metalurgii), přidají se další příměsi a pojidlo a poté se za vysokého tlaku slisuje na žádaný tvar a spéká při vysoké teplotě (přes 1000 °C). Výrobek se nechá zestárnout, aby se jeho vlastnosti stabilizovaly. Lisuje se do tvaru tyčinek, perliček, korálků, kotoučků nebo podložek malých rozměrů (řádu 1 až 10 mm). U termistorů lze pracovat pouze s malými proudy (asi 50 μA), proto se musí použit velmi citlivých měřicích přístrojů. Termistory mají velký vnitřní odpor, proto je odpor jejich přívodních vodičů zanedbatelný. Jejich velikost umožňuje téměř bodové měření teploty a spolu s vysokou citlivostí splňují tyto součástky základní nároky na miniaturizaci techniky. Jejich většímu rozšíření brání jejich časová nestabilita a za nevýhodu lze považovat značnou nelineární závislost jejich odporu na teplotě – proto zde nemůžeme použít například trojčlenku pro výpočet odporu při určité teplotě (při známém počátečním odporu při určité teplotě).
Rozmezí teplotního použití termistorů bývá od –200 °C do +300 °C.